# Carmen del Campo Casasús
Carmen del Campo Casasús (Córdoba, 27 de junio de 1947) es una política española especializada en justicia, sobre todo la relacionada con las personas menores de edad.
Fue diputada por la provincia de Córdoba y vicepresidenta de la mesa en el Congreso de los Diputados, presidenta del PSOE de Córdoba, concejala del Ayuntamiento de Córdoba y delegada de Gobierno de la Junta de Andalucía.
Es una de las únicas tres diputadas españolas que han permanecido seis legislaturas en el Congreso de los Diputados, junto con Anna Balletbò y Celia Villalobos.
En 1996 recibió la Gran Cruz de la Orden de San Raimundo de Peñafort. En 2004, se le concedió el reconocimiento de la Gran Cruz de la Orden del Mérito Civil.